# Itame sparsaria
Itame sparsaria är en fjärilsart som beskrevs av Jacob Hübner 1800/08. Itame sparsaria ingår i släktet Itame och familjen mätare. Inga underarter finns listade i Catalogue of Life.